# Yugoslavia en los Juegos Olímpicos de Berlín 1936
Yugoslavia estuvo representada en los Juegos Olímpicos de Berlín 1936 por un total de 93 deportistas que compitieron en 13 deportes.  
El portador de la bandera en la ceremonia de apertura fue el atleta Milan Stepišnik.

## Medallistas
El equipo olímpico yugoslavo obtuvo las siguientes medallas:
| Nombre       | Deporte            | Competición              |
| ------------ | ------------------ | ------------------------ |
| Oro          |                    |                          |
| —            |                    |                          |
| Plata        |                    |                          |
| Leon Štukelj | Gimnasia artística | Concurso completo ind. M |
| Bronce       |                    |                          |
| —            |                    |                          |